# 德国足球西南地区联赛
德国足球西南地区联赛（德語：Fußball-Regionalliga Südwest）为德国足球的一个联赛，它是德国足球联赛系统中处于第四级的5个地区联赛之一，由西南地区足球协会和南德足球协会共同举办，但不含后者下属的巴伐利亚足球协会。该联赛当前的规模为19支参赛球队，其单季冠军及亚军可以参加升级附加赛以争取丙级联赛的参赛资格，这是因为附加赛需要6队参加，而西南地区联赛的参赛成员是所有5个地区联赛最多的。该联赛还有3个降级至高级联赛以及3个由后者升级的席位，其中莱茵兰-普法尔茨/萨尔高级联赛、黑森联赛和巴登-符腾堡高级联赛各有1席。

## 历史

### 五轨制的第2级别联赛（1963–1974）
从1963-64赛季至1973-74赛季期间，西南地区联赛连同北部、柏林、西部和南部共同组成了仅次于甲级联赛的五轨制第2级联赛。其参赛成员涵盖整个西南地区足球协会，以及来自莱茵兰-普法尔茨州和萨尔州的足球俱乐部。该联赛的单季冠军及亚军可以参加升级附加赛以争取甲级联赛的参赛资格。在11年的时间里，西南赛区仅1支球队可以成功升入德甲，即诺因基兴（1964年及1967年）。而单季排名最末的2支球队将被降入业余联赛。在1966年至1968年，排名倒数第3的球队也需要降级，这是由于诺因基兴在此期间总从德甲降入地区联赛。随着乙级联赛在1974-1975赛季的引入，西南地区联赛的形式被废除。

### 五轨制的第4级别联赛（自2012）
当德国足球联赛系统经过2008年的调整，使得德国足球丙级联赛成立并且将地区联赛的数量从2个增加至3个后，至2011年又面临另一次的调整。重新改革的原因是高投入和基础设施的高要求导致了大量的第四级联赛的俱乐部破产，同时各队还抱怨这一级别联赛的收入较低，并且缺乏电视转播的吸引力。由于地区联赛要求体育场必须拥有至少1,000个座位以及独立的客队球迷看台，这被视为对业余俱乐部造成了极大的财政负担。许多俱乐部也疲于应对400页长的参赛牌照申请，使得他们必须依赖志愿者而非长期雇员完成。这也导致高级联赛（第五级）的冠军有时甚至为了避免地区联赛的财政风险而拒绝它们的升级权利，这意味着德国足球的一个基本原则被打破，即联赛冠军总能获得升级机会。
2010年10月，在德国足球协会的一次特别会议上，253名与会代表中有223人投票支持第四级联赛系统的改革。地区联赛的数量被建议扩大为5个，其中需要恢复东北地区联赛、组建巴伐利亚地区联赛以及将南部地区联赛转移至西南地区联赛。
在地区联赛于2012年完成改革后，地区联赛的数量被正式扩大为5个，它们分别是北部、东北、西部、西南和巴伐利亚。其中西南地区联赛涵盖了西南地区足球协会和南德足球协会辖下（巴伐利亚足球协会除外）的足球俱乐部，范围遍及莱茵兰-普法尔茨州、萨尔州、黑森州和巴登-符腾堡州等4个联邦州。而其冠军和亚军均可参加升级附加赛，以争取参加丙级联赛的资格。

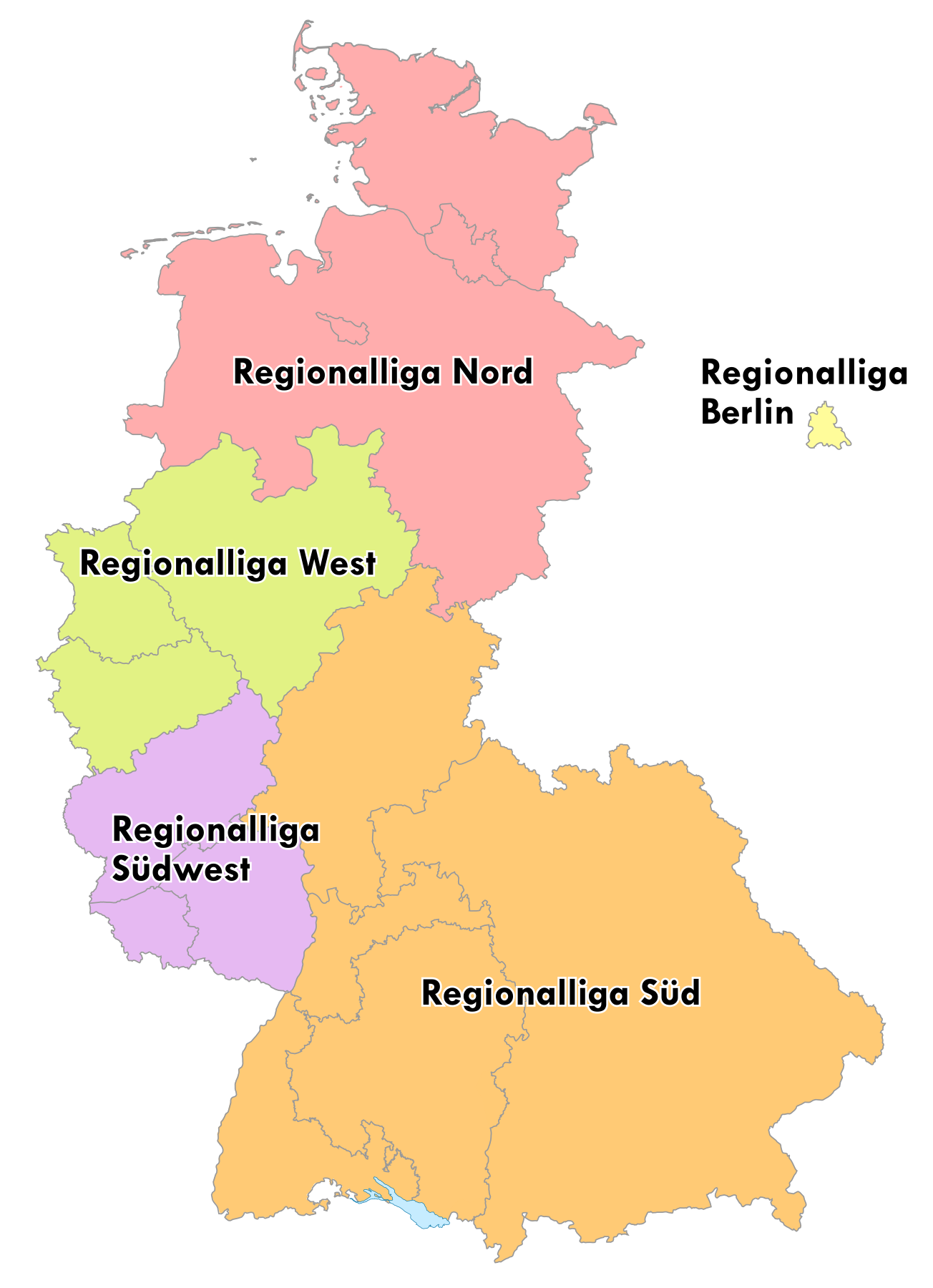
5赛区的地区联赛 从1963年至1974年
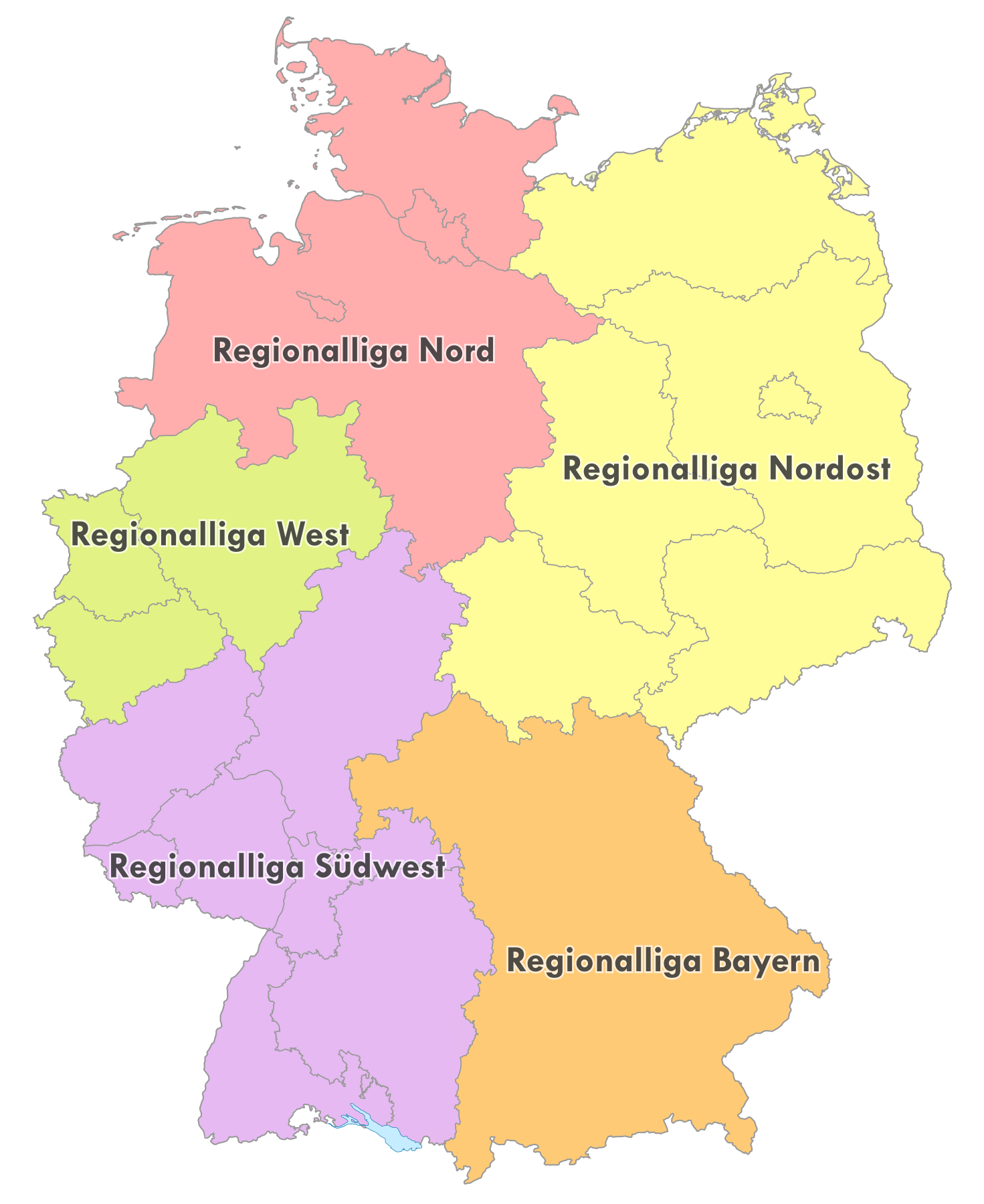
5赛区的地区联赛 自2012年

## 历届冠亚军
| 年份                      | 冠军               | 亚军               |
| ------------------------- | ------------------ | ------------------ |
| 西南地区联赛（1963–1974） |                    |                    |
| 1964                      | 诺因基兴           | 皮尔马森斯         |
| 1965                      | 萨尔布吕肯         | 沃尔姆斯沃尔玛蒂亚 |
| 1966                      | 皮尔马森斯         | 萨尔布吕肯         |
| 1967                      | 诺因基兴           | 萨尔布吕肯         |
| 1968                      | 阿尔森伯恩         | 诺恩多夫           |
| 1969                      | 阿尔森伯恩         | 诺恩多夫           |
| 1970                      | 阿尔森伯恩         | 皮尔马森斯         |
| 1971                      | 诺因基兴           | 皮尔马森斯         |
| 1972                      | 诺因基兴           | 弗尔克林根         |
| 1973                      | 美因茨05           | 弗尔克林根         |
| 1974                      | 诺因基兴           | 萨尔布吕肯         |
| 西南地区联赛（自2012）    |                    |                    |
| 2013                      | 黑森卡塞尔         | 埃弗斯贝格         |
| 2014                      | 索嫩霍夫格罗斯帕赫 | 弗赖堡二队1        |
| 2015                      | 奥芬巴赫踢球者     | 萨尔布吕肯         |
| 2016                      | 瓦德霍夫曼海姆     | 埃尔弗斯贝格       |
| 2017                      | 埃尔弗斯贝格       | 瓦德霍夫曼海姆     |
| 2018                      | 萨尔布吕肯         | 瓦德霍夫曼海姆     |
| 2019                      | 瓦德霍夫曼海姆     | 萨尔布吕肯         |
| 2020                      | 萨尔布吕肯         | 施泰因巴赫海格尔   |
| 2021                      | 弗赖堡二队         | 埃尔弗斯贝格       |
| 2022                      | 埃尔弗斯贝格       | 乌尔姆1846         |
| 2023                      | 乌尔姆1846         | 施泰因巴赫海格尔   |
| 2024                      | 斯图加特二队       | 斯图加特踢球者     |

（粗体队名 = 升级）
- 1 由于弗赖堡二队没有申请丙级联赛的参赛牌照，其参加升级附加赛的资格被季军美因茨二队所取代，最终美因茨二队成功升级。

## 2012年以来夺冠排名
| 排名 | 俱乐部             | 夺冠次数 |
| ---- | ------------------ | -------- |
| 1    | 萨尔布吕肯         | 2        |
|      | 瓦德霍夫曼海姆     | 2        |
|      | 埃尔弗斯贝格       | 2        |
| 2    | 索嫩霍夫大阿斯帕赫 | 1        |
|      | 奥芬巴赫踢球者     | 1        |
|      | 黑森卡塞尔         | 1        |
|      | 乌尔姆1846         | 1        |
|      | 斯图加特二队       | 1        |